# Tour d'Espagne 1984
La 39e édition du Tour d'Espagne s'est déroulée du 17 avril au 6 mai 1984, entre Jerez de la Frontera et Madrid. La course a été remportée par le Français Éric Caritoux à une vitesse moyenne de 37,214 km/h. Elle comptait 19 étapes et un prologue pour une distance de 3 354,3 km.
Grâce à sa victoire sur le prologue, l'Italien Francesco Moser est le premier leader du classement général de cette Vuelta. Il est détrôné après une semaine de course, dans les Pyrénées aragonaises. Éric Caritoux s'impose à l'Alto de Rasos de la Peguera et Pedro Delgado prend le maillot jaune. Cinq jours plus tard, Caritoux résiste aux attaques d'Alberto Fernández Blanco sur les pentes menant aux lacs de Covadonga. Reimund Dietzen remporte l'étape et Caritoux le maillot jaune. À la veille de l'arrivée à Madrid, Fernández semble en mesure de l'emporter à la fin grâce au contre-la-montre de 33 kilomètres autour de Torrejón de Ardoz. Cependant, sur des pavés rendus humides par la pluie, il échoue à six secondes de Caritoux, vainqueur final de cette 39e édition. Il s'agit du plus petit écart entre le vainqueur d'un grand tour et son dauphin.
Comme en 1977, la première victoire d'étape espagnole n'est intervenue qu'à la 14e étape.
Ce Tour d'Espagne est le dernier grand tour d'Alberto Fernández Blanco, qui meurt dans un accident de la circulation en décembre 1984.

## Équipes participantes
- Alfa Lum
- Hueso Chocolates
- Del Tongo
- Dormilón
- Zor
- Gis Gelati-Tuc Lu
- Kelme
- Orbea
- Reynolds
- Safir-Van de Ven
- Skil-Reydel-Sem-Mavic
- Teka
- Tönissteiner-Lotto-Mavic

## Classement général
| \| 1. \| Éric Caritoux \| France \| Skil-Reydel \| en \| 90 h 08 min 03 s \| \| \| 2. \| Alberto Fernández Blanco \| Espagne \| Zor \| + \| 6 s \| \| \| 3. \| Reimund Dietzen \| Allemagne \| Teka \| + \| 1 min 33 s \| \| \| 4. \| Pedro Delgado \| Espagne \| Reynolds \| + \| 1 min 43 s \| \| \| 5. \| Edgar Corredor \| Colombie \| Teka \| + \| 3 min 40 s \| \| \| 6. \| Julián Gorospe \| Espagne \| Reynolds \| + \| 4 min 41 s \| \| \| 7. \| José Patrocinio Jiménez \| Colombie \| Teka \| + \| 7 min 10 s \| \| \| 8. \| Vicente Belda \| Espagne \| Kelme \| + \| 7 min 14 s \| \| \| 9. \| José Recio \| Espagne \| Kelme \| + \| 7 min 21 s \| \| \| 10. \| Francesco Moser \| Italie \| GIS-TUC \| + \| 8 min 41 s \| \| |                          |           |             |    |                  |  |
| 1. | Éric Caritoux            | France    | Skil-Reydel | en | 90 h 08 min 03 s |  |
| 2. | Alberto Fernández Blanco | Espagne   | Zor         | +  | 6 s              |  |
| 3. | Reimund Dietzen          | Allemagne | Teka        | +  | 1 min 33 s       |  |
| 4. | Pedro Delgado            | Espagne   | Reynolds    | +  | 1 min 43 s       |  |
| 5. | Edgar Corredor           | Colombie  | Teka        | +  | 3 min 40 s       |  |
| 6. | Julián Gorospe           | Espagne   | Reynolds    | +  | 4 min 41 s       |  |
| 7. | José Patrocinio Jiménez  | Colombie  | Teka        | +  | 7 min 10 s       |  |
| 8. | Vicente Belda            | Espagne   | Kelme       | +  | 7 min 14 s       |  |
| 9. | José Recio               | Espagne   | Kelme       | +  | 7 min 21 s       |  |
| 10. | Francesco Moser          | Italie    | GIS-TUC     | +  | 8 min 41 s       |  |

## Étapes
| N°       | Date     | Villes étapes                             | km        | Vainqueur d'étape   | Leader du général |
| Prologue | 17 avril | Jerez de la Frontera                      | 6,6 (CLM) | Francesco Moser     | Francesco Moser   |
| 1re      | 18 avril | Jerez - Malaga                            | 272       | Noël Dejonckheere   | Francesco Moser   |
| 2e       | 19 avril | Malaga - Almería                          | 202       | Guido Van Calster   | Francesco Moser   |
| 3e       | 20 avril | Mojácar - Elche                           | 204       | Jozef Lieckens      | Francesco Moser   |
| 4e       | 21 avril | Elche - Valencia                          | 197       | Noël Dejonckheere   | Francesco Moser   |
| 5e       | 22 avril | Valencia - Salou                          | 245       | Jozef Lieckens      | Francesco Moser   |
| 6e       | 23 avril | Salou - Sant Quirze del Vallès            | 113       | Michel Pollentier   | Francesco Moser   |
| 7e       | 24 avril | Sant Quirze del Vallès - Rasos de Peguera | 184       | Éric Caritoux       | Pedro Delgado     |
| 8e       | 25 avril | Cardona - Saragosse                       | 269       | Roger De Vlaeminck  | Pedro Delgado     |
| 9e       | 26 avril | Saragosse - Soria                         | 159       | Orlando Maini       | Pedro Delgado     |
| 10e      | 27 avril | Soria - Burgos                            | 148       | Palmiro Masciarelli | Pedro Delgado     |
| 11e      | 28 avril | Burgos - Santander                        | 182       | Francesco Moser     | Pedro Delgado     |
| 12e      | 29 avril | Santander - Lagos de Covadonga            | 199       | Reimund Dietzen     | Éric Caritoux     |
| 13e      | 30 avril | Cangas de Onís - Oviedo                   | 170       | Guido Van Calster   | Éric Caritoux     |
| 14e      | 1er mai  | Lugones - Monte Naranco                   | 12 (CLM)  | Julián Gorospe      | Éric Caritoux     |
| 15e      | 2 mai    | Oviedo - León                             | 121       | Antonio Coll        | Éric Caritoux     |
| 16e      | 3 mai    | León - Valladolid                         | 138       | Daniel Rossel       | Éric Caritoux     |
| 17e      | 4 mai    | Valladolid - Ségovie                      | 258       | José Recio          | Éric Caritoux     |
| 18ea     | 5 mai    | Ségovie - Torrejón de Ardoz               | 145       | Jesús Suárez Cueva  | Éric Caritoux     |
| 18eb     | 5 mai    | Torrejón de Ardoz                         | 33 (CLM)  | Julián Gorospe      | Éric Caritoux     |
| 19       | 6 mai    | Torrejón de Ardoz - Madrid                | 139       | Noël Dejonckheere   | Éric Caritoux     |

## Classements annexes
| \| 1. \| Guido Van Calster \| Belgique \| Del Tongo \| 204 points \| \| 2. \| Noël Dejonckheere \| Belgique \| Teka \| 168 points \| \| 3. \| Jozef Lieckens \| Belgique \| Safir \| 138 points \| |                   |          |           |            |
| 1. | Guido Van Calster | Belgique | Del Tongo | 204 points |
| 2. | Noël Dejonckheere | Belgique | Teka      | 168 points |
| 3. | Jozef Lieckens    | Belgique | Safir     | 138 points |

| \| 1. \| Felipe Yáñez \| Espagne \| Orbea \| 81 points \| \| 2. \| José Recio \| Espagne \| Kelme \| 59 points \| \| 3. \| Éric Caritoux \| France \| SKI \| 50 points \| |               |         |       |           |
| 1. | Felipe Yáñez  | Espagne | Orbea | 81 points |
| 2. | José Recio    | Espagne | Kelme | 59 points |
| 3. | Éric Caritoux | France  | SKI   | 50 points |

| \| 1. \| Jozef Lieckens \| Belgique \| Safir \| 39 points \| |                |          |       |           |
| 1.                                                           | Jozef Lieckens | Belgique | Safir | 39 points |

| \| 1. \| Jesús Suárez Cueva \| Espagne \| Huesco \| - \| |                    |         |        |   |
| 1.                                                       | Jesús Suárez Cueva | Espagne | Huesco | - |

| \| 1. \| Edgar Corredor \| Colombie \| Teka \| 90 h 11 min 43 s \| |                |          |      |                  |
| 1.                                                                 | Edgar Corredor | Colombie | Teka | 90 h 11 min 43 s |

| \| 1. \| Teka \| Espagne \| 270 h 24 min 40 s \| |      |         |                   |
| 1.                                               | Teka | Espagne | 270 h 24 min 40 s |

## Liste des coureurs
| Alfa Lum | Hueso | Del Tongo |
| - 1 Juan Carlos Alonso (es) (Esp) - 2 Marino Amadori (Ita) - 3 Mauro Angelucci (Ita) - 4 Marino Lejarreta (Esp) - 5 Salvatore Maccali (Ita) - 6 Orlando Maini (Ita) - 7 Giuseppe Martinelli (Ita) - 8 Domenico Perani (it) (Ita) - 9 Giuseppe Petito (Ita) - 10 Michael Wilson (Aus)           | - 11 Sabino Angoitia (Esp) - 12 Juan Caldentey (Esp) - 13 Guillermo de la Peña (en) (Esp) - 14 Ángel de las Heras (ca) (Esp) - 15 Juan María Eguiarte (Esp) - 16 Isidro Juárez (Esp) - 17 Carlos Machín (Esp) - 18 Juan Pujol (Esp) - 19 Jaime Salva (Esp) - 20 Jesús Suárez Cueva (Esp)                          | - 21 Roberto Ceruti (Ita) - 22 Claudio Bortolotto (Ita) - 23 Stefano Guerrieri (Ita) - 24 Leonardo Natale (Ita) - 25 Rudy Pevenage (Bel) - 26 Sergio Santimaria (Ita) - 27 Alberto Saronni (Ita) - 28 Giuseppe Saronni (Ita) - 29 Guido Van Calster (Bel) - 30 Marco Vitali (Ita)              |
| Dormilón | Zor | Gis-Tuc |
| - 31 Mariano Bayón (Esp) - 32 Yvon Bertin (Fra) - 33 Antonio Cabrero (ca) (Esp) - 34 Francisco Caro (Esp) - 35 José María Caroz (Esp) - 36 José Rafael García (Esp) - 37 Jesús Guzmán (ca) (Esp) - 38 Eugenio Herranz (Esp) - 39 Ludo Loos (Bel) - 40 Jesús Rodríguez Rodríguez (es) (Esp)     | - 41 Ángel Camarillo (Esp) - 42 Eduardo Chozas (Esp) - 43 Alberto Fernández Blanco (Esp) - 44 Juan Fernández Martín (Esp) - 45 Jesús Ignacio Ibáñez Loyo (Esp) - 46 José Luis López Cerrón (Esp) - 47 José Luis Navarro (Esp) - 48 Álvaro Pino (Esp) - 49 Jesús Rodríguez Magro (Esp) - 50 Faustino Rupérez (Esp) | - 51 David Akam (en) (Gbr) - 52 Walter Dalgal (Ita) - 53 Roger De Vlaeminck (Bel) - 54 Patrizio Gambirasio (Ita) - 55 Piero Onesti (Ita) - 56 Stefano Giuliani (Ita) - 57 Martin Havik (Hol) - 58 Palmiro Masciarelli (Ita) - 59 Francesco Moser (Ita) - 60 Ennio Salvador (Ita)               |
| Kelme | Orbea | Reynolds |
| - 61 Vicente Belda (Esp) - 62 Javier Castellar (es) (Esp) - 63 Antonio Esparza (Esp) - 64 Arsenio González (Esp) - 65 Miguel Ángel Iglesias (Esp) - 66 Francisco López Gonzalvo (es) (Esp) - 67 Antonio Llopis (Esp) - 68 Ángel Ocaña (Esp) - 69 José Recio (Esp) - 70 Juan Alberto Reig (Esp) | - 71 Valentín Dorronsoro (Esp) - 72 José del Ramo (Esp) - 73 Ginés García Pallares (Esp) - 74 Jokin Mujika (Esp) - 75 Imanol Murga (Esp) - 76 Luis Vicente Otin (es) (Esp) - 77 Pello Ruiz Cabestany (Esp) - 78 Miguel Ugartemendia (Esp) - 79 Jon Koldo Urien (es) (Esp) - 80 Felipe Yáñez (Esp)                 | - 81 Enrique Aja (Esp) - 82 Ángel Arroyo (Esp) - 83 Pedro Delgado (Esp) - 84 Eduardo González Salvador (Esp) - 85 Julián Gorospe (Esp) - 86 Jesús Hernández Úbeda (Esp) - 87 José Luis Laguía (Esp) - 88 Celestino Prieto (Esp) - 89 Jaime Vilamajó (Esp) - 90 Ricardo Zúñiga (ca) (Esp)       |
| Safir | Skil-Reydel | Teka |
| - 91 Luc Colijn (Bel) - 92 Luc De Decker (Bel) - 93 Werner Devos (Bel) - 94 Robert D'Hont (nl) (Bel) - 95 Diederik Foubert (ca) (Bel) - 96 Jozef Lieckens (Bel) - 97 Michel Pollentier (Bel) - 98 Marc Van Geel (Bel) - 99 Eddy Vanhaerens (Bel) - 100 Ronny Van Holen (Bel)                   | - 101 Jean-Claude Bagot (Fra) - 102 Éric Caritoux (Fra) - 103 Patrick Clerc (Fra) - 104 Éric Dall'Armellina (Fra) - 105 Guy Gallopin (Fra) - 106 Jean-Claude Leclercq (Fra) - 107 Éric Guyot (Fra) - 108 Gilles Mas (Fra) - 109 Philippe Poissonnier (Fra) - 110 Alain Von Allmen (Sui)                           | - 111 Jesús Blanco Villar (Esp) - 112 Antonio Coll (Esp) - 113 Edgar Corredor (Col) - 114 Faustino Cueli (ca) (Esp) - 115 Noël Dejonckheere (Bel) - 116 Reimund Dietzen (All) - 117 Federico Echave (Esp) - 118 José Patrocinio Jiménez (Col) - 119 Nico Emonds (Bel) - 120 René Martens (Bel) |
| Tonissteiner | | |
| - 121 Jan Wijnants (Bel) - 122 Marc Goossens (Bel) - 123 André Lurquin (nl) (Bel) - 124 Stefan Morjean (Bel) - 125 Rudy Patry (Bel) - 126 Daniel Rossel (Bel) - 127 Danny Van Baelen (Bel) - 128 Benny Van Brabant (Bel) - 129 Francis Vermaelen (Bel) - 130 Luc Wallays (Bel)                 | | |